# Stenodynerus heptneri
Stenodynerus heptneri är en stekelart som först beskrevs av Kostylev 1940.  Stenodynerus heptneri ingår i släktet smalgetingar, och familjen Eumenidae. Inga underarter finns listade i Catalogue of Life.